# L'amour est un soleil
Singles de Hélène Segara
Donner tout Encore une fois
Pistes de Humaine
Encore une fois Elle rentrait de l'école
L'amour est un soleil est un single de la chanteuse française Hélène Segara, sorti le 11 avril 2003 et issu de son troisième album Humaine.
Écrit par Luc Plamondon, le titre a été produit par Pierre Jaconelli. La musique fut composée par Romano Musumarra et Roberto Zaneli.